# Запорошений Лог
Пильний Лог (рос. Б. Пыльная; б. Пыльный Лог) — балка (річка) в Україні у Нововодолазькому районі Харківської області. Права притока річки Берестової (басейн Чорного моря).

## Опис
Довжина балки приблизно 8,05 км, найкоротша відстань між витоком і гирлом — 5,95 км, коефіцієнт звивистості річки — 1,35. Формується декількома балками та загатами.

## Розташування
Бере початок на південно-західній околиці села Гуляй Поле. Спочатку тече переважно на південний захід через село Клинове, далі переважно на південний схід і в селі Охоче впадає в річку Берестову, праву притоку Орелі.

## Притоки
- Балка Рябинина — ліва притока[1]

## Цікаві факти
- У XIX столітті на балці у селах Клинове (рос. Х. Расляковский) та Охоче існувало багато вітряних млинів[1], а у минулому столітті — газова свердловина[2] та газгольдер[4].